# Marcus Friberg
Marcus Tommy Johan Friberg, född 6 juni 1987 i Filborna församling, Malmöhus län, är en svensk politiker (miljöpartist). 

## Biografi
Marcus Friberg blev 2014 kommunalråd i Helsingborgs kommun. Han valdes på Miljöpartiets kongress 2021 till ledamot och andra vice ordförande i Miljöpartiets partistyrelse. Sedan 2022 är han ordförande i partistyrelsen.